# Camatagua (Venezuela)
Camatagua é uma cidade venezuelana, capital do município de Camatagua.